# Famille d'Abbadie d'Arrast
La famille d'Abbadie d'Arrast, anciennement de Menvielle puis d'Abbadie, est une famille subsistante d'ancienne bourgeoisie originaire du village d'Angous en Béarn puis à la suite d'un mariage s'est implantée en pays de Soule au pays basque français.
Elle compte parmi ses membres deux explorateurs de renom, Antoine d'Abbadie (1810-1897), maire d'Hendaye, qui fit construire le château d'Abbadia à Hendaye, et Arnauld Michel d'Abbadie d'Arrast (1815-1893), ras Mikaël.

## Histoire

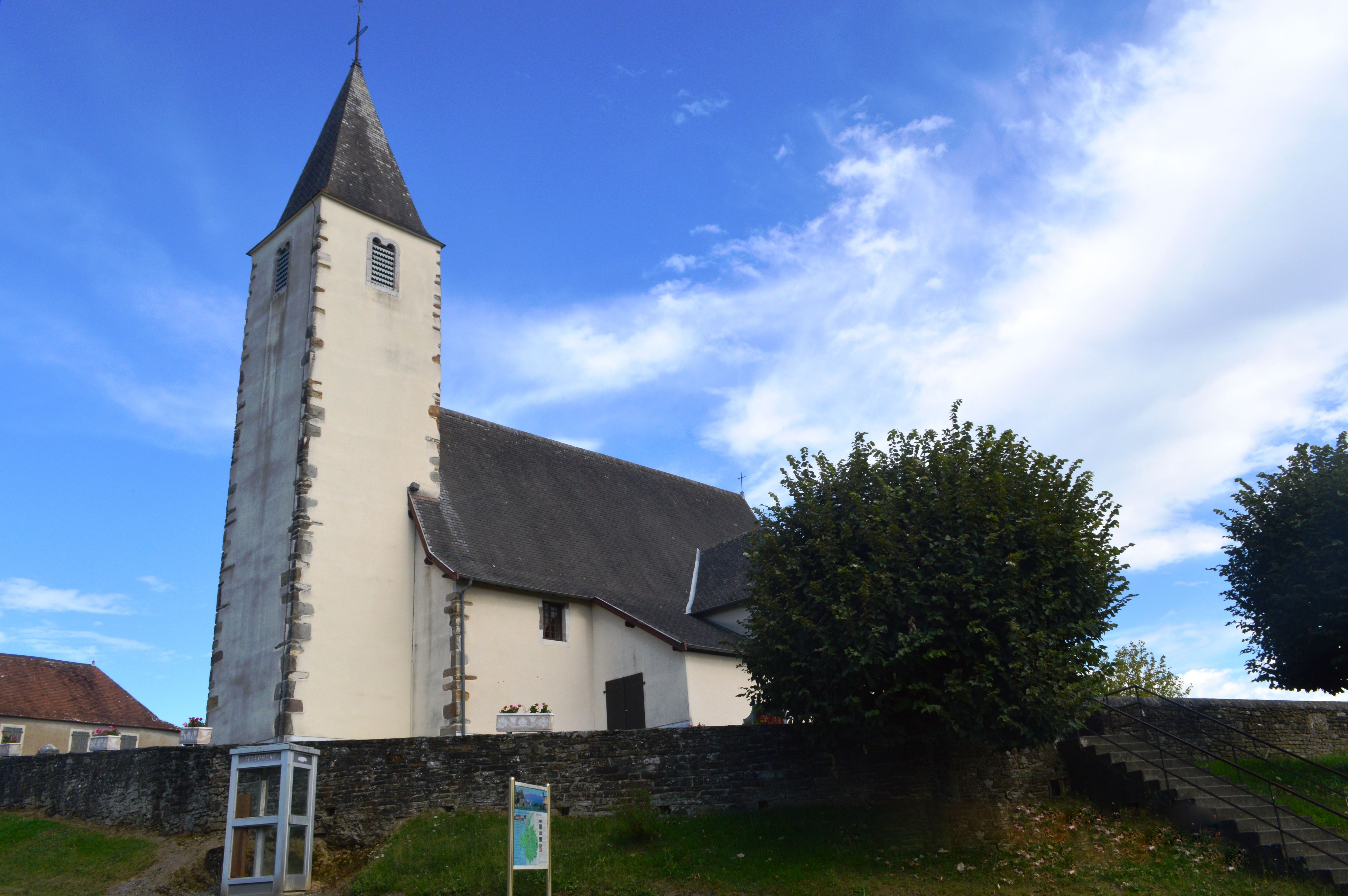
L'église du village d'Angous en Béarn.

La filiation agnatique de cette famille remonte au XVIIe siècle avec Jean de Menvielle, laboureur, du village d'Angous en Béarn. Ce village se situe à 48 km par la route de Pau, préfecture du département, à 25 km d'Oloron-Sainte-Marie, sous-préfecture, et à 22 km de Mourenx.
La commune fait partie du bassin de vie de Navarrenx.
Gustave Chaix d'Est-Ange écrit au sujet de cette famille : « Arnaud d'Abbadie, abbé laïque d'Arrast, né en 1646, eut pour fille aînée et pour héritière Catherine, dame d'Abbadie d'Arrast, femme de Jean de Menvielle, laboureur du village d'Angous, en Béarn. Jean de Menvielle prit, selon l'usage du pays, le nom de sa nouvelle possession et fut l'auteur de la famille d'Abbadie d'Arrast actuellement existante ».
Il ajoute : « La famille d'Abbadie d'Arrast est anciennement et honorablement connue dans le pays de Soule. Elle a possédé dans ce pays l'abbaye, ou abbadie, laïque d'Arrast dont elle a gardé le nom. Cette abbadie n'était pas du nombre des maisons nobles qui donnaient à leurs possesseurs l'accès aux États du pays et les membres de la famille d'Abbadie d'Arrast ne figurent avec les qualifications nobiliaires dans aucun acte antérieur à la Révolution. De toute ancienneté la maison, ou abbadie, d'Arrast était de la directe de la maison noble et seigneurie d'Espès à qui elle devait chaque année un certain nombre de redevances ».
Le petit-fils de Jean de Menvielle, maître Jean-Pierre d'Abbadie, abbé laïque d'Arrast, né le 4 octobre 1731, décédé le 20 fructidor an VII (6 septembre 1799) fut notaire royal au pays de Soule et le père d'Arnaud-Michel d'Abbadie, né en 1772.
Arnaud-Michel d'Abbadie émigra lors de la Révolution française. Il s'installa d'abord en Espagne, puis en Angleterre et en Irlande où il devint armateur et fit l'importation de vins d'Espagne. Il épousa le 18 juillet 1807 à Thurles dans le comté de Tipperary, Eliza Thompson of Park (1779-1865), fille d'un médecin. Il mourut à Paris du choléra en 1832. Il eut trois fils :
- Antoine d'Abbadie, né à Dublin en 1810, explorateur, membre de l'Académie des sciences en 1867, membre du bureau des longitudes en 1878, décédé sans postérité à Paris en 1897[1].
- Arnauld Michel d'Abbadie d'Arrast, né à Dublin en 1815, explorateur, marié en 1864 à Virginie Young, dont la descendance professe la religion catholique[1].
- Charles d'Abbadie d'Arrast, né à Toulouse en 1821, conseiller général des Basses-Pyrénées, marié à Marie Coulomb, dont la descendance professe la religion protestante[1].

En 1861, dans une lettre adressée à son frère Arnaud, Antoine d'Abbadie indique avoir consulté les archives de sa famille et en avoir étudié la généalogie des abbés laïques d'Arrast. Il exprime sa nostalgie en écrivant dans ses notes: « Sans ce malheureux Concordat je signerais le présent écrit par les mots "Abbé lai d’Arrast en Soule" ».
Michel Arnaud et Charles Jean d'Abbadie, frères, nés en 1815 et 1821 et Arnaud Michel d'Abbadie, né en 1860 demandent le 7 août 1883 à joindre à leur nom patronymique le nom d'Arrast, afin de s'appeler légalement à l'avenir d'Abbadie d'Arrast. Cette demande est autorisée par jugement du 21 février 1891 du tribunal de Saint-Palais.
D'autres auteurs ont écrit sur cette famille :
Pierre-Marie Dioudonnat indique que la famille d'Abbadie d'Arrast est une famille d'ancienne bourgeoisie originaire de Soule où ses membres laboureurs devenus notaires possédaient à la fin de l'Ancien Régime une terre d'Arrast.
Philippe du Puy de Clinchamps dans À quel titre? indique que La famille d'Abbadie d'Arrast n'appartient pas à la noblesse française.

## L'abbadie d'Arrast et ses propriétaires

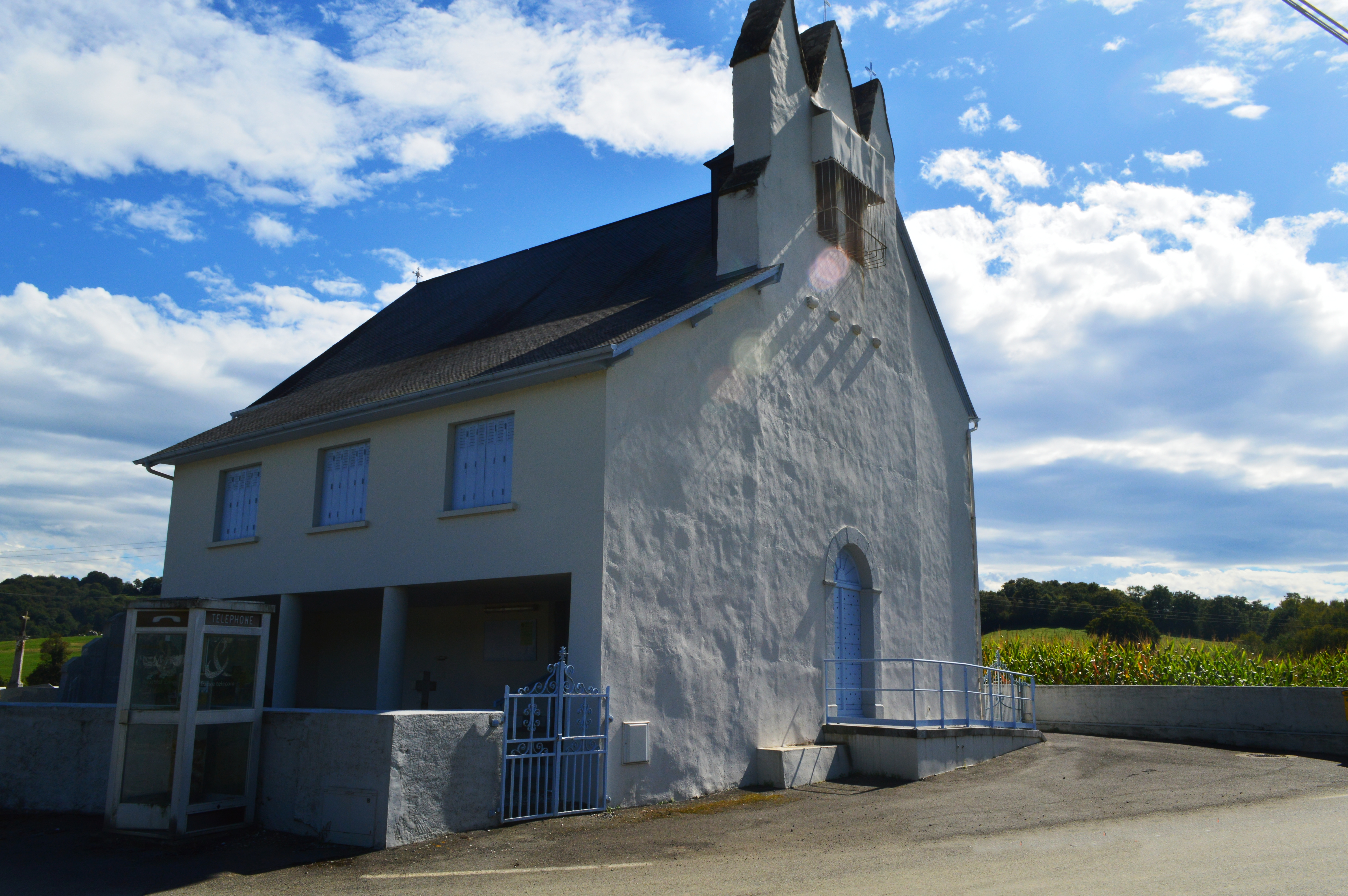
Arrast, l'église.

Jean-Baptiste Orpustan dans Les noms de maisons issues du latin abbatia dans le Pays Basque médiéval écrit « Si le nom de l'abbadie d'Arrat est attesté avec quelque régularité depuis le début du XVe siècle (après une citation de croisade en 1187, et trois citations du  XIVe siècle, dont un acte de 1365 sur un Bernard d’Abbadie d’Arrast traduit et recopié en 1765), la généalogie n’est à peu près suivie qu’à partir du XVIe siècle. Tout ceci inviterait à situer la naissance d’une maison Abadie à Arrast à la fin du Moyen Age, au temps de l’expansion démographique ».
On peut suivre les divers propriétaires de l'abbadie d'Arrast depuis Guilhem-Arnaud, qualifié sieur de l'Abbadie d'Arrast dans un acte de 1516, dont la fille et héritière, décédée avant 1517, avait épousé Johannot, sieur de la maison de Sunhary, à Arrast, et dont le petit fils, Guillaume-Arnaud, héritier des maisons de l'Abbadie et de Sunhary d'Arrast, épousa, le 31 juillet 1518, Marquésine, fille de noble homme Guilhem de Vignerte, abbé laïc de Larrouy. La descendance masculine de Guillaume Arnaud s'éteignit avec Raymond d'Abbadie d'Arrast, archiprêtre de Saint-Blancard en 1656. Espagne d'Abbadie, sœur aînée de celui-ci, avait épousé à une date inconnue Arnaud d'Ayhartze qui se qualifie sieur adventice de la maison d'Abbadie d'Arrast dans un acte du 17 juin 1623. Leur petit-fils, Arnaud d'Abbadie, abbé laïque d'Arrast, né en 1646, eut pour fille aînée et pour héritière Catherine, dame d'Abbadie d'Arrast, femme de Jean de Menvielle, laboureur du village d'Angous, en Béarn.
Un relevé des pièces du Parlement de Navarre aux Archives Départementales (I séries B1 et B2) permet de noter toute une série de procès : 1689 : Armand d’Abbadie, abbé laïque d’Arrast contre Pierre d’Abbadie-Sarlus; 1693 : Armand d’Abbadie, abbé laïque d’Arrast contre Marie de Loustau d’Oloron; 1699 :  Marie de Larsaval, femme d’Armand d’Abbadie abbé laïque d’Arrast contre Arnaud de Larsabal; et Arnaud d’Abbadie. etc. contre Bernard de "Suhary"; 1701 : Arnaud d’Abbadie. etc. contre Etienne de Paget greffier de Soule; 1702 : Arnaud d’Abbadie abbé laïque d’Arrast contre Jacques Casemayor vicaire de Chéraute; 1704 : Arnaud sieur d’Abbadie abbé laïque d’Arrast contre Jean-Pierre de Saubiat; 1709 : Daniel de Fondevialle contre Arnaud d’Abbadie abbé laïque d’Arrast; puis en 1720 deux procès ("Saint-Jean de Minvielle sieur d’Abbadie d’Arrast), en 1725 encore "Jean-Pierre d’Abbadie, prêtre". En 1753 "Pierre d’Abbadie curé d’Arrast engage un"autre procès...) etc. Les Basques d’Ancien Régime étaient, et dès le Moyen Age, très procéduriers, et les Souletins apparemment plus que tous les autres. Le procès de la liasse datée 1734-1738 (B. 4502) offre un intérêt particulier: il oppose Arnaud de Sunhary d’Arrast à Arnaud d’Abbadie "sur la préséance à l’église".
Dans la commune d'Arrast une maison face à l’église porte le nom d’Abbadia.

## Personnalités
- Antoine d'Abbadie (1810-1897), voyageur, géographe, linguiste, astronome, maire de Hendaye (1871-1875), mécène, membre de l'Académie des sciences dont il est le président en 1892 et président la même année de la Société de Géographie. Il fonde avec M. de Charencey la Société de linguistique de Paris dont il est le premier président[12]. Il fait construire le château d'Abbadia à Hendaye. En 1892, il reçoit un makila d'honneur et le surnom d'« Euskaldunen Aïta » ou « Père du peuple basque ». Ce makila est enterré avec lui dans la crypte du château d'Abbadia[13],[14]. Il épouse en 1859 Virginie Vincent de Saint-Bonnet. Chevalier de la Légion d'honneur, commandeur de l'ordre de Saint-Grégoire-le-Grand. En 1850, il reçoit avec son frère Arnaud, la médaille d'or de la société de géographie[15].
- Arnauld Michel d'Abbadie d'Arrast (1815-1893), explorateur connu pour ses voyages en Éthiopie avec son frère aîné Antoine. Arnauld est géographe, ethnologue, linguiste, familier des polémarques abyssins et témoin actif de leurs batailles et de la vie de leurs Cours. Il est l'auteur de Douze ans de séjour dans la Haute-Éthiopie. Chevalier de la Légion d'honneur. Le prince de Godjam lui décerne le titre honorifique de ras Mikaël. Il est le troisième européen à fouler la source du Nil Bleu. Un boulevard de la ville de Ciboure porte son nom.
- Charles d'Abbadie d'Arrast (1821-1901), conseiller général (canton de Saint-Étienne-de-Baïgorry).
- Marie d'Abbadie d'Arrast née Coulomb (1837-1913), épouse de Charles d'Abbadie d'Arrast, femme de lettres, visiteuse de prison, militante des Droits humains et féministe.
- Henri d'Abbadie d'Arrast (1897-1968), réalisateur et scénariste. Il arrive à Hollywood en 1922 et travaille avec notamment Charlie Chaplin qui séjourne en 1925, 1926 et 1931 au château d'Etchaux. Il épouse l'actrice Eleanor Boardman (1898-1991).
- Charles d’Abbadie d’Arrast (1908-1940), pilote. Il s’engage dans l’aviation en novembre 1928 et est admis à l’École militaire de l’air en 1932. Affecté en Indochine en 1936, il rejoint la France le 19 mai 1940 pour participer à la Bataille de France avec le groupe de chasse 2/2 sur Morane 406. Le 8 juin 1940, il est abattu en attaquant des chars allemands dans la région de Forges-les-Eaux. Chevalier de la Légion d’honneur et titulaire de la Croix de guerre 39/45 avec deux citations. Parrain de la promotion 1992 de l'École militaire de l'air (EMA)[16].

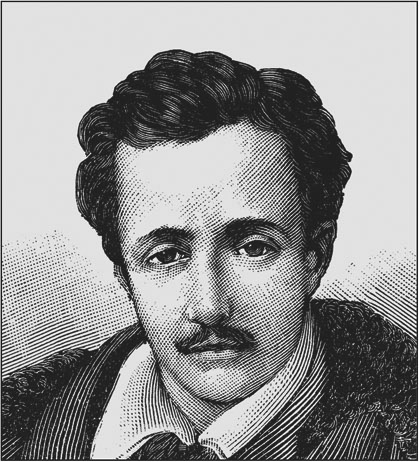
Antoine d'Abbadie d'Arrast (1810-1897)
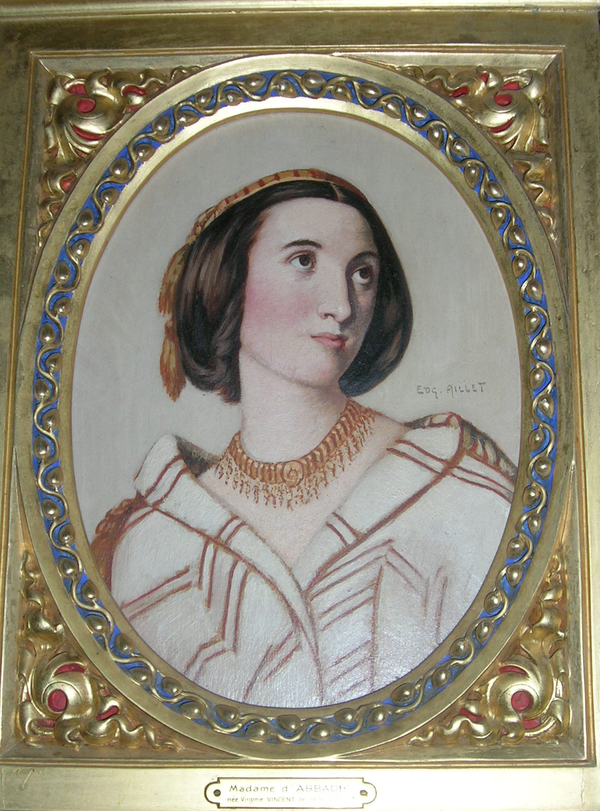
Virginie Vincent de Saint-Bonnet (1828-1901)
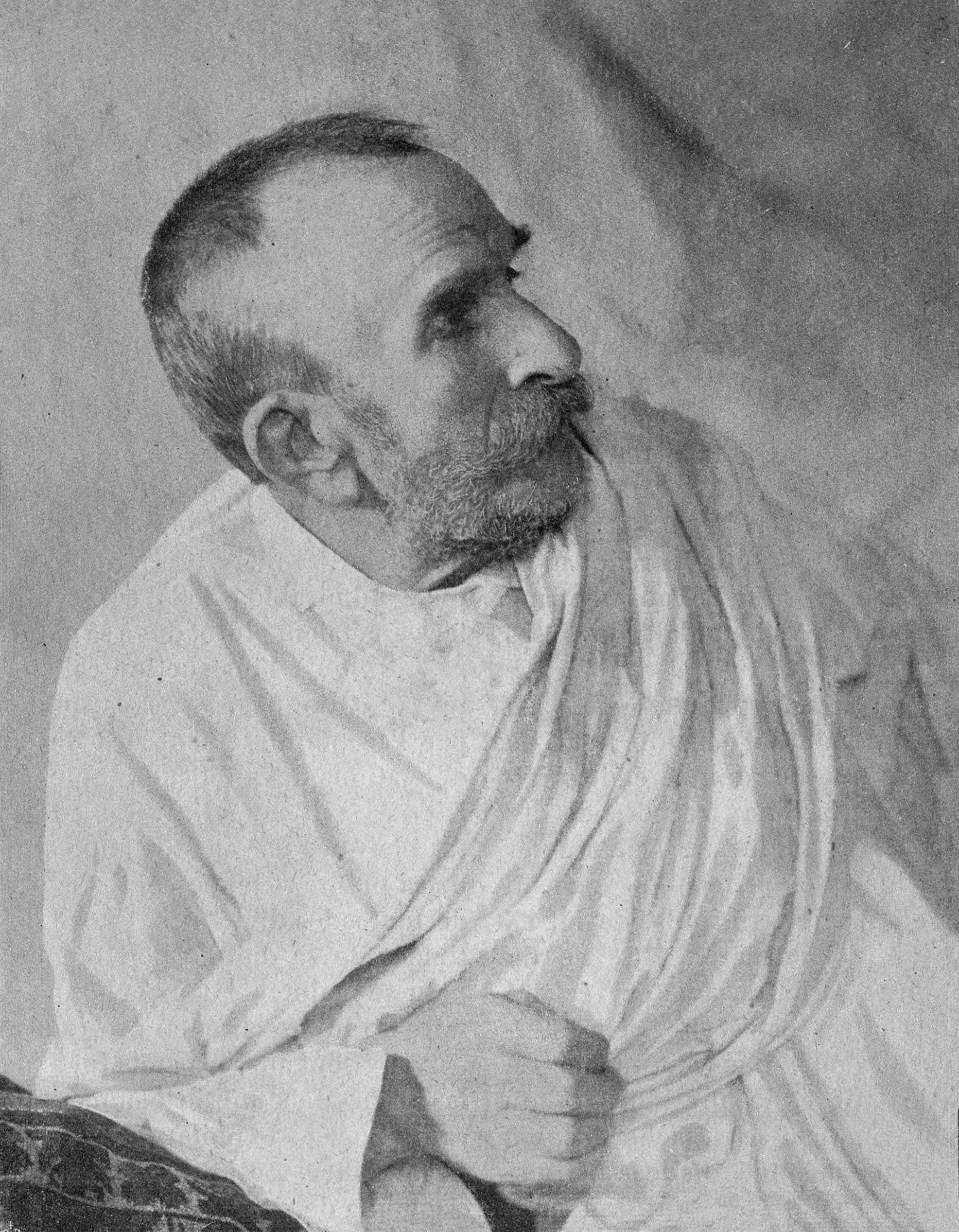
Arnauld Michel d'Abbadie d'Arrast (1815-1893)
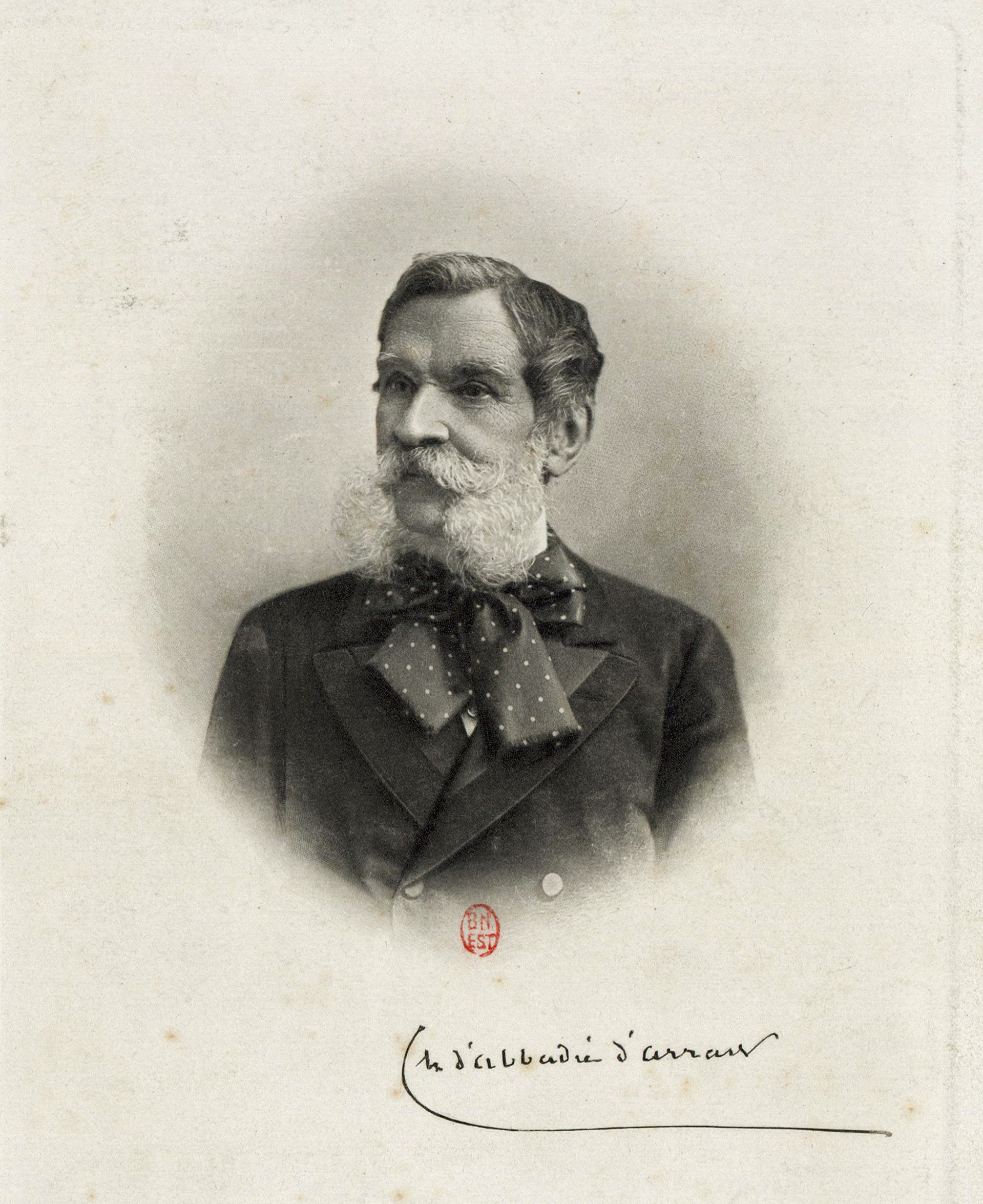
Charles d'Abbadie d'Arrast (1821-1901)
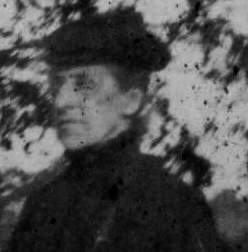
Marie d'Abbadie d'Arrast, née Coulomb (1837-1913)
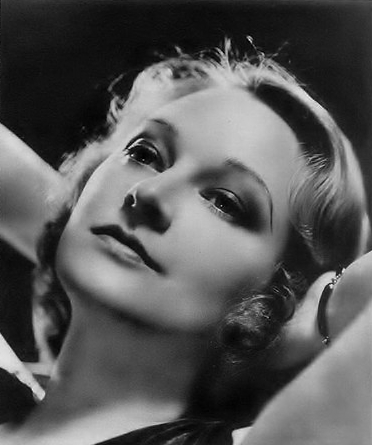
Eleanor Boardman (1898-1991), veuve d'Henri d'Abbadie d'Arrast

## Alliances
Les principales alliances de la famille d'Abbadie d'Arrast sont : Thompson of Park (1807), Glais-Bizoin (1833), Cluzeau de Cléran, Bernard de Saint-Affrique, de Casamajor, de Perpigna, Coulomb (1857), Vincent de Saint-Bonnet (1859), West Young (1864), Lasserre (1894), d'Allemagne (1895), Boardman, de Lasteyrie du Saillant...

## Propriétés
- Château d'Elhorriaga à Ciboure construit à la demande d'Arnauld Michel d'Abbadie d'Arrast par l'architecte Lucien Cottet (le château est occupé par le Wehrmacht pendant la Seconde Guerre mondiale et est détruit en 1985 pour faire place à un projet immobilier)[17]
- Château d'Etchaux, acheté en 1848-1850 par Charles d'Abbadie d'Arrast. En 1976, Eleanor Boardman, actrice hollywoodienne et veuve d'Harry d'Abbadie d'Arrast, vend le château pour retourner aux États-Unis
- Château d'Abbadia à Hendaye, construit par Eugène Viollet-le-Duc et Edmond Duthoit en style style néogothique entre 1864 et 1879 à la demande d'Antoine d'Abbadie. Classé monument historique et Maison des illustres. Les riches collections scientifiques, d'archives et de mobiliers sont d'origine et représentent un considérable patrimoine culturel représentatif du XIXe siècle.

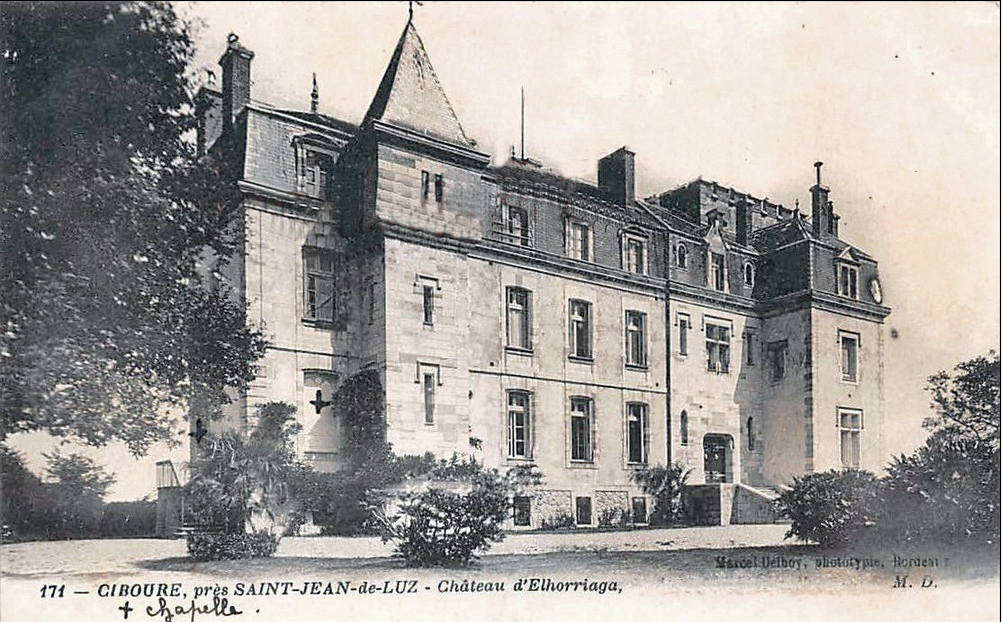
Le château d'Elhorriaga
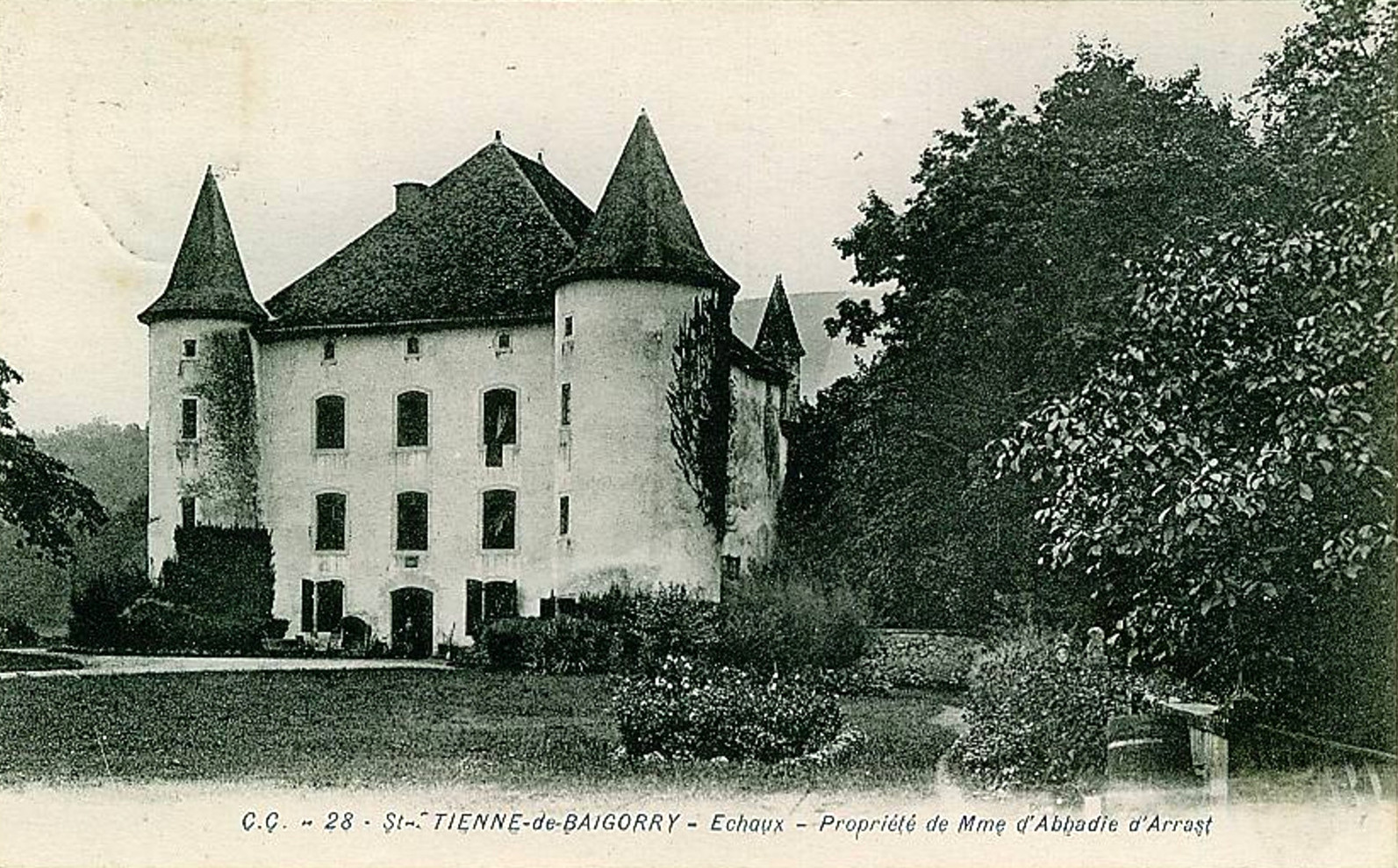
Le château d'Etchaux
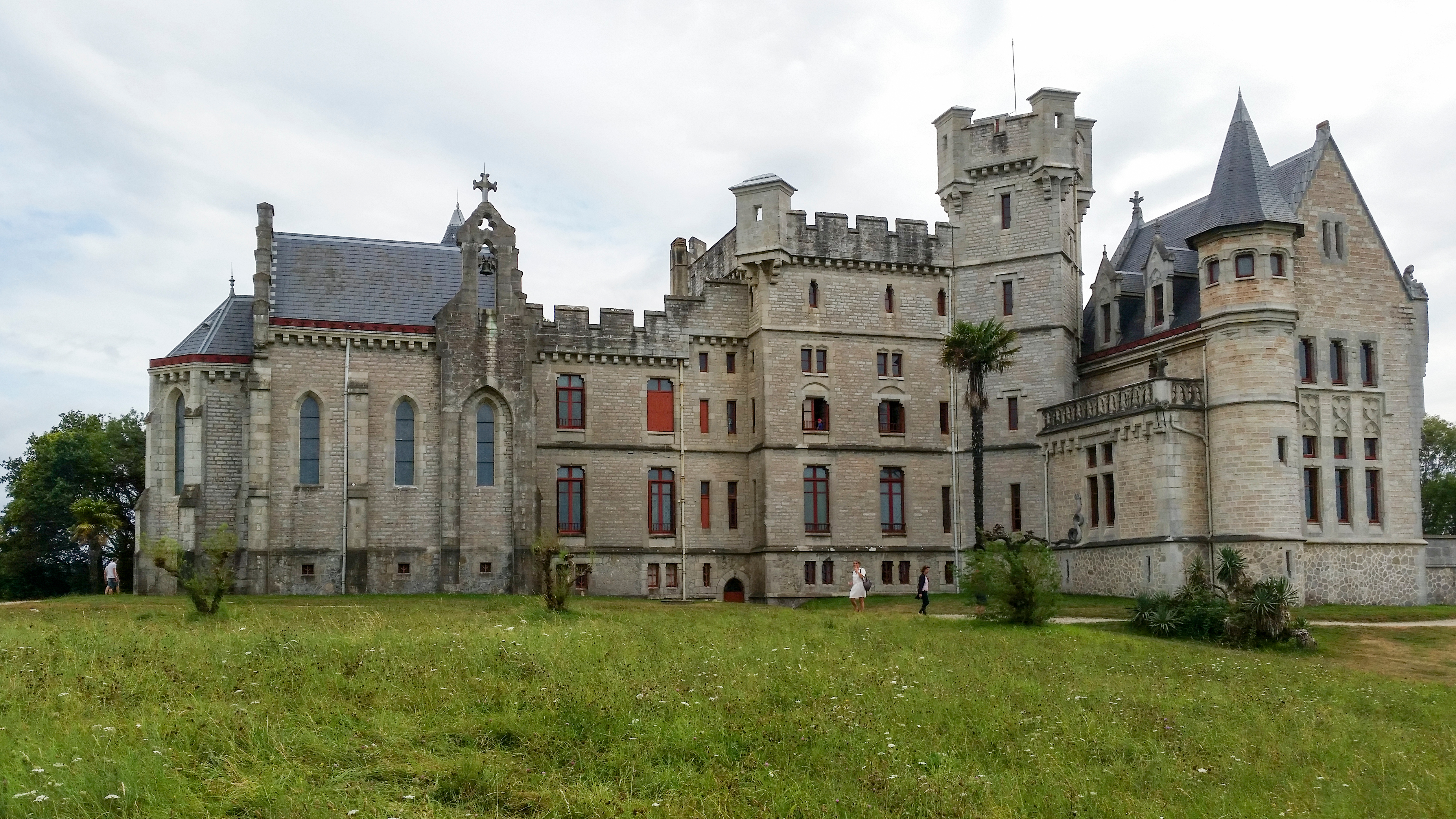
Le château d'Abbadia

## Armes
- D'azur à une maison flanquée de deux tourelles d'argent, le tout ouvert et maçonné de sable, accompagnée de trois étoiles d'or, deux en chef et une en pointe[1].

## Postérité
- Boulevard Arnauld Michel d'Abbadie d'Arrast, à Ciboure